# Festiwal Courmayeur Noir in
Festiwal Courmayeur Noir in (wł.: Courmayeur Noir in festival) – festiwal filmowy odbywający się w Courmayeur we Włoszech od 1991 roku.